# Platambus nepalensis
Platambus nepalensis là một loài bọ cánh cứng trong họ Bọ nước. Loài này được Guéorguiev miêu tả khoa học năm 1968.